# Veruska Ramírez
Veruzhka Tatiana Ramírez Medina (Táriba, Táchira, Venezuela; 30 de julio de 1979), conocida artísticamente como Veruska Ramirez es una modelo, filántropa, exreina de belleza y presentadora venezolana de ascendencia italiana, que fue Miss Venezuela en 1997 y la primera finalista del Miss Universo en 1998. 
Veruska además perteneció a la primera generación del programa Ají Picante de RCTV y es conocida en España e Italia como modelo y tras su participación en La selva de los famosos en el año 2004.
Actualmente Ramírez radica con su familia en la ciudad de Miami, en los Estados Unidos.

## Biografía
Veruzhka Ramírez nació en la ciudad de Palmira, en el Municipio Guásimos (Estado Táchira). Sus padres son un opulento hacendado de ascendencia italiana, que nunca la reconoció como hija en vida y una madre de clase baja natural del estado Táchira, por parte de esta tenía abuelos maternos colombianos oriundos de la ciudad de Bucaramanga.
Tuvo una escabrosa y difícil infancia en su estado natal ya que desde muy niña a los 12 años se desempeñaba como camarera y servicio en las casas de los alrededores de su ciudad, cuando ya a los 17 años participó sin éxito en el Reinado de la Feria de San Sebastián, en San Cristóbal. Osmel Sousa le otorga el título de «Miss Táchira» para 1997 tras conocerla en Caracas, donde compite contra dos grandes favoritas como lo fueron Cristina Dieckmann y Daniela Kosán. Recibió la corona de Miss Venezuela 1997 de manos de quien la descubrió en un evento en su estado natal, Marena Bencomo, tras Veruzhka pedirle un autógrafo a esta, Bencomo fue Miss Venezuela 1996 y posteriormente primera finalista del Miss Universo 1997. Para el momento de su coronación Ramírez tenía 18 años, sus medidas eran 90-60-90 y su estatura 1,82 m.
Veruzhka habría sido criada y protegida durante su infancia y adolescencia cuando se encontraba sola por una cercana vecina de nacionalidad colombiana llamada Luzmila Franco, quien la ayudaba económicamente y emocionalmente, en especial después de ser abandonada por su madre quien se habría llevado solo a su hermano Bruno a otra ciudad. Tras su triunfo en el Miss Venezuela 1997 logró reunirse en los días siguientes con su madre y hermanos nuevamente y con la señora Luzmila en un emocional evento televisado en Venevisión, Ramírez la considera como «su segunda madre». Nunca volvería a saber sobre su padre quien nunca quiso reconocerla como su hija biológica a pesar de volverse una figura pública, aunque Ramírez le perdonaría esta no iría a su funeral tras este morir.
Como Miss Venezuela viaja a Honolulu, estado de Hawái – Estados Unidos, donde participa en Miss Universo 1998, figurando como primera finalista, perdiendo contra la representante de la isla de Trinidad y Tobago, y obtuvo también la mayor puntuación en el desfile de traje de baño de la historia del certamen con 9.85, ganando en paralelo el premio a mejor en traje de baño. Récord que ostentaba hasta el año 2002 cuando la rusa Oxana Fedorova la superó obteniendo 9,88.
Fue pionera del programa Ají Picante de RCTV donde fue una de las primeras presentadoras; También debió hacer compatible su papel de modelo internacional con el de presentadora de televisión e incluso fue portada de varias revistas, tales como Absolut Marbella, Ocean Drive, ¡Hola!, FHM y Living Sevilla.
Se desempeña actualmente como entrenador y asesora en diversos concursos de belleza e imagen corporativa de diferentes marcas. Tanto en su país natal como en los Estados Unidos.
En 2012 se casó con el empresario Óscar Faria, con quien tuvo a su primera hija llamada Sofía Alexandra Faria Ramírez (nacida el 5 de diciembre de 2014, en los Estados Unidos).

## Supervivientes 2004
En 2004, participó en el reality español La selva de los famosos y consiguió llegar casi al final tras superar tres nominaciones:
- Con un 53 % de los votos a Peio Ruiz Cabestany. (4.ª eliminación)

- Con un 53 % de los votos a Sylvia Pantoja. (8.ª eliminación)

- Con un 83 % de los votos a Charo Reina. (10.ª eliminación)

- Fue la 13.ª eliminada con un 75 % de los votos contra José Manuel Soto. (quedando 6.ª clasificada).

## Trayectoria
EXPERIENCIA LABORAL
MODA
- Revista "Hola" Editorial moda para Ives Saint Laurent y Gucci

- Revista "Arte de Vivir". Editorial Moda y Portada para Loewe y D&G.

- Revista "Ocean Drive" Miami. Editorial moda y portada para Cavalli.

- Revista "Man". Reportaje y portada. Diferentes diseñadores.

- Revista "FHM" Reportaje y portada. Trajes de baño.2005

- Revista "Living Sevilla" Reportaje y portada.2005.

- Revista "Absolute Marbella" Portada y editorial.2005

- Editorial de Moda de la Revista AV ILUSTRATE.2005

- Imagen de la Semana de la Moda de Cantabria--Santander 2004/2005.

- Desfile 10º Aniversario "área Central". S. De Compostela. 2003

- Desfile "Selmark". Palacio de Congresos de Madrid. 2004

- Desfile de Semana de la moda de Sevilla (Homenaje al Diseñador

- Pepin Castillo) 2006.

- Desfile la firma LOREAL 2005.

- Desfile de la firma de Lencería TELENO 2005.

PUBLICIDAD
- Imagen campaña de "La Traviata". Opera Hall. 2004

- Imagen de la firma "Chopard" en el Festival de Cannes 2004.

- Imagen campaña Latinoamérica "Brice" 2004

- Anuncio y Catálogo de la firma "Selmark".2004

- Catálogo de la firma "Cherie". 2004

- Catálogo de la firma "Bassmar". 2004

- Catálogo de la firma "Ambra". 2001,2002,2003

- Catálogo de la firma "Ay--Yildiz "Turquía 2002

- Catálogo de la firma Brunella (firma italiana) 2005--2006

- Catálogo de la firma Fuente Capala.2005--2006.

- Catálogo de Avon 2005.

- Catálogo de gafas ópticas. 2005--2006.

- Campaña de la firma esencial (productos de belleza) 2005--2006

TELEVISIÓN
- Presentadora de Televisión: Programa. AJI PICANTE. RCTV

- Presentadora Gala Premio Tropical. Univision.

- Concursante en "La Selva de los Famosos". Antena 3 TV.

- Protagonista del Reportaje "La Moda en Cannes" Fashion TV

- Jurado "Gala Elección Reina del Carnaval de Tenerife".TV.

- Jurado "Miss Italia" 1998

- Jurado "Gala Elección Reina del Carnaval de Río de Janeiro" 1999

- Invitada especial en el programa SALVESE QUIEN PUEDA (2005)

- Invitada especial en el programa SUPER MARTES TV Galicia. (2005/2006)

- Papel episódico como actriz en la serie LOS SERRANO (2006, T5)

OTROS
- Presentadora "Feria de San Sebastián". Táchira, Venezuela.(2003)

- Presentadora de los premios Abanico España.(2005)

- Presentadora de la Gala de UNICEF Almería.(2005)

- Presentadora "Feria de Táriba". Táchira, Venezuela. (2003)

- Pregonera. Fiestas de Padrón, La Coruña. (2004)

- Pregonera. Fiestas de Villanueva del Pardillo. Madrid. (2004)

- Colaboradora de la Gala FAO.TVE.(2006)

- Colaboradora de la ONG. Infancias Sin Fronteras. (2005)

- Presentadora de la muñeca "Barbie" edición especial en honor de Veruzhka Ramírez. Caracas (Venezuela). (2000)

- Madrina de la semana Náutica de Melilla. (2005)

- Presentadora de la semana de la Moda de Plaza Norte 2.(2005)

- Convención de ANCERA 2007.Presentadora.

- Convención de Rocca 2005.Presentadora.

- Presentadora del lanzamiento de ópticas Perea Málaga 2007.

- Jurado del concurso Linda de España 2007.

- Jurado del Miss Venezuela 2008.

- Jurado escrutador de la Feria Internacional de San Sebastián 2009.

| Predecesor: Marena Bencomo | Miss Venezuela 1997                | Sucesor: Carolina Indriago |
| Predecesor: Marena Bencomo | 1° Finalista en Miss Universo 1998 | Sucesor: Miriam Quiambao   |

- Datos: Q1991411
- Multimedia: Veruska Ramírez / Q1991411